# Novo Momčilovo
Novo Momčilovo (en serbe cyrillique : Ново Момчилово) est un village de Serbie situé dans la municipalité de Žitorađa, district de Toplica. Au recensement de 2011, il comptait 53 habitants.

## Démographie
| 1948 | 1953 | 1961 | 1971 | 1981 | 1991 | 2002 | 2011 |
| ---- | ---- | ---- | ---- | ---- | ---- | ---- | ---- |
| 460  | 425  | 326  | 241  | 188  | 132  | 85   | 53   |

|  |